# دانشگاه روابط بین‌الملل و زبان‌های جهانی آبلای خان قزاقستان
دانشگاه روابط بین‌الملل و زبان‌های جهانی آبلای خان قزاقستان (به قزاقی: Kazakh Ablai Khan University of International Relations and World Languages) یک دانشگاه در قزاقستان است که در آلماتی واقع شده‌است.